# Midnight Club
Midnight Club es una serie de videojuegos de carreras arcade desarrollada por Rockstar San Diego y publicado por Rockstar Games. La saga es similar a Midtown Madness, que fue desarrollada por Angel Studios (el cual se convirtió en Rockstar San Diego) centrándose en las carreras callejeras en entorno urbano de mundo abierto. A lo largo de la serie, los juegos han incluido las ciudades de Nueva York, Londres, Los Ángeles, París, Tokio, San Diego, Atlanta y Detroit.

## Premisa
La serie de videojuegos Midnight Club se ha inspirado en la banda hashiriya de la vida real conocida como el Mid Night Club, que organizaba carreras callejeras ilegales en la ruta Bayshore (conocida en su país como el Wangan) de la autopista Shuto en el Área del Gran Tokio. Las letras "湾岸", traducidas como "wangan", incluidas en los títulos de cada juego, fueron eliminadas en las ediciones lanzadas en Japón para evitar conflictos legales con Kodansha, propietarios de los derechos del manga Wangan Midnight, inspirado también por el mismo club, ya que incluye las mismas dos letras en sus logos.
En cada juego, el jugador comienza con un vehículo relativamente lento sin modificar. Vehículos de más rendimiento pueden ser ganados o comprados por el jugador tras competir en carreras contra otros miembros del club. La meta es derrotar a cada uno de los oponentes (entre los cuales se incluyen los "campeones de la ciudad" y el "campeón mundial") con el fin de convertirse en el nuevo campeón del Midnight Club. Los últimos títulos en la serie incluyen vehículos de marcas reales con múltiples opciones de personalización para cada uno y carreras del "club", las cuales consisten en carreras utilizando vehículos de la misma clase.

## Juegos
| Año  | Título                                      | Desarrolladora     | Disponible en | Disponible en | Disponible en    |
| ---- | ------------------------------------------- | ------------------ | ------------- | ------------- | ---------------- |
| Año  | Título                                      | Desarrolladora     | Consola       | Computadora   | Consola portátil |
| 2000 | Midnight Club: Street Racing                | Angel Studios      | PS2           |               | GBA              |
| 2003 | Midnight Club II                            | Rockstar San Diego | PS2 Xbox      | Windows       |                  |
| 2005 | Midnight Club 3: DUB Edition                | Rockstar San Diego | PS2 Xbox      |               | PSP              |
| 2005 | Midnight Club 3: DUB Edition Remix          | Rockstar San Diego | PS2 Xbox      |               |                  |
| 2008 | Midnight Club: Los Angeles                  | Rockstar San Diego | PS3 X360      |               |                  |
| 2008 | Midnight Club: L.A. Remix                   | Rockstar London    |               |               | PSP              |
| 2009 | Midnight Club: Los Angeles Complete Edition | Rockstar San Diego | PS3 X360      |               |                  |

### Midnight Club: Street Racing
Midnight Club: Street Racing es la primera entrega de la serie, desarrollada por Angel Studios (ahora Rockstar San Diego) y publicado por Rockstar Games. El juego fue lanzado el 25 de octubre de 2000 como título de lanzamiento para la PlayStation 2 y el 14 de noviembre de 2001 para la Game Boy Advance. Los jugadores corren por las ciudades de Nueva York y Londres, comenzando con un humilde taxi de Nueva York. A través de varias series de carreras con distintos objetivos, se obtienen vehículos más rápidos y costosos.

### Midnight Club II
Midnight Club II es la segunda entrega de la serie y la primera en incluir motocicletas. Desarrollado Rockstar San Diego y publicado por Rockstar Games, el juego fue lanzado para la PlayStation 2, Xbox y Microsoft Windows en 2003. Las ciudades incluidas en el juego son Los Ángeles, París y Tokio. Esta entrega incluye mejoras gráficas, con vehículos más detallados que se asemejan más a los vehículos de la vida real en los que están basados, y también incluye la opción de multijugador en línea.

### Midnight Club 3: DUB Edition
Midnight Club 3: DUB Edition, desarrollado por Rockstar San Diego y publicado por Rockstar Games, es la tercera entrega de la serie y la primera en ofrecer vehículos de marcas reales y permitir a los jugadores personalizar sus coches y motos con mejoras visuales y de rendimiento. Fue lanzado para la PlayStation 2 y Xbox el 11 de abril de 2005 y posteriormente para la PlayStation Portable en junio de ese mismo año. Las ciudades incluidas en el juego son San Diego, Atlanta y Detroit. El nombre deriva de una asociación entre Rockstar y la DUB Magazine, la cual aparece predominantemente en el juego patrocinando carreras y vehículos personalizados. La versión de PlayStation Portable fue desarrollada por Rockstar Leeds.

#### DUB Edition Remix
Midnight Club 3: DUB Edition Remix es una versión mejorada de Midnight Club 3: DUB Edition, lanzada en 2006. Esta edición añade la ciudad de Tokio, la cual es una versión actualizada de la incluida anteriormente en Midnight Club 2, añadiendo nuevas misiones, vehículos, carreras, los mapas de batalla y nuevas opciones de personalización (llantas, suspensión hidráulica, vinilos, etc.) y nueva música de licencia.

### Midnight Club: Los Angeles
Midnight Club: Los Angeles es la cuarta entrega de la serie, lanzada en 2008. Fue lanzado para la PlayStation 3 y la Xbox 360 el 21 de octubre de 2008 en América del Norte y el 24 de octubre de 2008 en Europa. Como el nombre dice, el juego está basado en el condado de Los Ángeles, incluyendo Santa Mónica, Beverly Hills, Hollywood, Hollywood Hills, Valle de San Fernando, el Centro de Los Ángeles y más recientemente, la región del Sur de Los Ángeles. Las calles fueron diseñadas utilizando mapas reales durante el desarrollo del juego. Cuenta además con juego en línea y contenido descargable. Los coches y motos con licencia vuelven en este título, incluyendo además marcas que estaban ausentes en Midnight Club 3, como Mazda y Ford.

#### Complete Edition
Midnight Club: Los Angeles Complete Edition fue lanzado por Rockstar Games como un título Greatest Hits/Platinum Range de la PlayStation 3 y Platinum Hit/Classics de la Xbox 360 en el 12 de octubre de 2009. Incluye todos los mapas, vehículos y música del Midnight Club: Los Angeles original además de todo el contenido descargable disponible.

### Midnight Club: L.A. Remix
Midnight Club: L.A. Remix es la adaptación portátil de Midnight Club: Los Angeles para la PlayStation Portable. Fue desarrollado por Rockstar London y Rockstar San Diego. El juego incluye el mapa de Los Ángeles utilizado en Midnight Club II en lugar del mapa utilizado en las versiones de consolas. También incluye la ciudad de Tokio, usando el mapa utilizado en Midnight Club 3: DUB Edition Remix.

## Cancelación
En enero de 2010 se informó que Rockstar tenía planes para un futuro juego de la serie Midnight Club, pero su desarrollo fue lentamente detenido. En 2012, Take Two Interactive volvió a registrar la marca Midnight Club. Actualmente, no se conocen planes sobre un futuro título.